# Joseph Dayo Oshadogan
Joseph Dayo Oshadogan (né le 27 juin 1976 à Gênes) est un footballeur.
Il a un père nigérian et une mère italienne. Il a grandi à Pise, où il a passé un certain temps dans l'équipe locale.
En 1994 il est parti à Foggia, où il a fait son début professionnel en Serie B le 26 août 1995.
En 1999 il a signé pour l'AS Rome, qu'il a quitté pour rejoindre la Reggina, où il a passé 2 saisons. Après une période de 2 ans à Cosenza, en 2003, il rejoint l’AS Monaco, où il joue (très peu) pendant deux saisons. Il est alors retourné en Italie, rejoignant Ternana, qu'il a quitté à la suite de désaccords avec la direction du club. En mai 2007 il rejoint Widzew Lódz, devenant le capitaine d'équipe.
Premier match en D1 : Lecce - Reggina (2-1), le 17 octobre 1999.

## Clubs
- 1994-1999 : US Foggia
- 1999-2001 : Reggina
- 2001-2003 : Cosenza
- 2003-2005 : AS Monaco FC
- 2005-2007 : Ternana
- 2007-2008 : Widzew Łódź
- 2008-2010 : SS Virtus Lanciano